# Trigonocarinatus cuneatus
Trigonocarinatus cuneatus – gatunek chrząszcza z rodziny biedronkowatych i podrodziny Coccinellinae. Występuje w południowo-wschodniej części Chin.

## Taksonomia
Gatunek ten opisany został po raz pierwszy w 2015 roku przez Huo Lizhi i Ren Shunxianga na łamach „Annales Zoologici” w publikacji współautorstwa Li Wenjinga, Chen Xiaoshenga i Wang Xingmina. Jako lokalizację typową autorzy wskazali Narodowy Park Leśny Shennonggu w powiecie Yanling na terenie chińskiej prowincji Hunan. Epitet gatunkowy cuneatus oznacza po łacinie „klinowaty” i nawiązuje do kształtu płata środkowego edeagusa samca.

## Morfologia
Chrząszcze o wysklepionym, okrągławym w zarysie ciele długości od 1,8 do 2,1 mm i szerokości między 1,6 a 1,8 mm, z wierzchu delikatnie punktowanym i gęsto porośniętym krótkimi, srebrzystobiałymi włoskami. 
Głowa jest poprzeczna, żółto ubarwiona. Punktowanie na czole jest niewyraźne. Warga dolna ma drobną, sercowatą, żółtą bródkę z zaokrąglonym kątem i szeroko wykrojoną krawędzią.
Przedplecze jest poprzeczne, żółtawo ubarwione, o głęboko wykrojonej krawędzi przedniej, łukowatych brzegach bocznych i zaokrąglonych kątach tylnych i przednich. Tarczka jest prawie trójkątna, czarno ubarwiona. Pokrywy mają bardzo słabo zaznaczone guzy barkowe i niepełne, stopniowo zwężone epipleury. Barwa pokryw jest czarna z żółtymi kątami barkowymi oraz żółtym obszarem w wierzchołkowych 2/5, na którym to widnieje czarna, wierzchołkowa kropka przyszwowa. Odległości między punktami na przedpleczu i pokrywach wynoszą 1–2 ich średnice. Spód ciała jest żółty do brązowego z czarnymi śródpiersiem (mezowentrytem) i zapiersiem (metawenrytem). T-kształtne przedpiersie jest pośrodku rzadko punktowane, a w pozostałej części gładkie.
Odwłok ma krawędź wierzchołkową ostatniego, szóstego z widocznych sternitów (wentrytu) wykrojoną u samców i zaokrągloną u samic. Samiec ma genitalia z płatem środkowym (ang. penis guide) niemal trójkątnym w widoku brzusznym i klinowatym w widoku bocznym, paramerami tak długimi jak fallobaza, trabesem półtora raza dłuższym od tegmenu, zaś prąciem długim, prawie koliście zakrzywionym, spiczasto zwieńczonym i jeszcze przed szczytem częściowo podzielonym. Genitalia samicy mają dwukrotnie szersze niż dłuższe koksyty z gęstymi i długimi szczecinkami wierzchołkowymi oraz zakrzywioną spermatekę z wyraźnym ramusem w części nasadowej.

## Rozprzestrzenienie
Owad orientalny, endemiczny dla południowo-wschodnich Chin, znany tylko z Fujianu i Hunanu.